# Nomada numida
Nomada numida är en biart som beskrevs av Amédée Louis Michel Lepeletier 1841. Nomada numida ingår i släktet gökbin, och familjen långtungebin. Inga underarter finns listade i Catalogue of Life.